# Веснянка (Киевская область)
Веснянка (укр. Веснянка) — посёлок, входит в Володарский район Киевской области Украины.
Население по переписи 2001 года составляло 130 человек. Почтовый индекс — 09310. Телефонный код — 4569. Код КОАТУУ — 3221681602.

## Местный совет
с.Городище-Пустоварівське, вул.Леніна,55  (укр.)